# Walter Krüttner

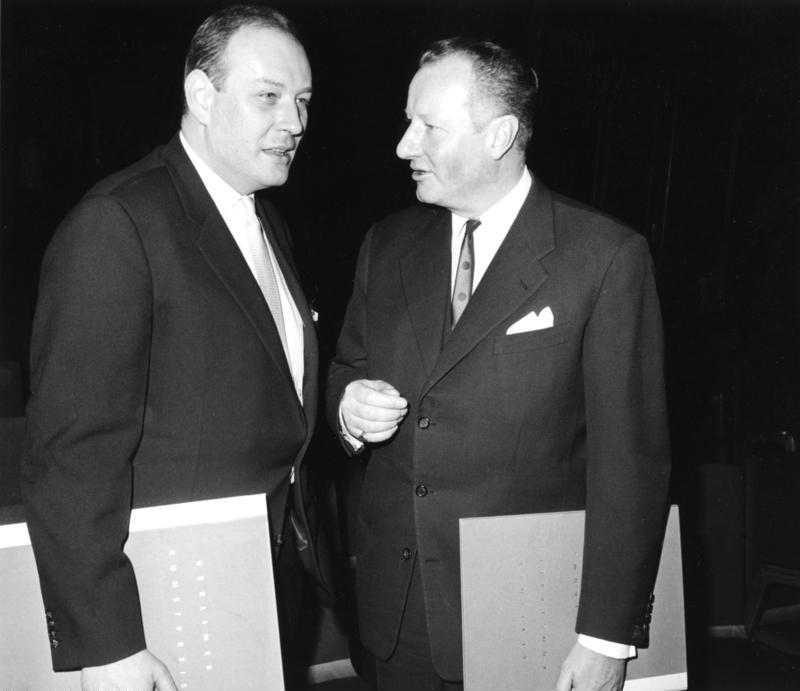
Walter Krüttner (links) mit Jürgen Neven-du Mont, 1964

Walter Krüttner (alias Victor Stuck) (* 1929 in Saaz, Tschechoslowakei; † 1998) war ein deutschsprachiger Filmemacher, Drehbuchautor und mit seiner Firma Cineropa-Filmproduktion Produzent. Er war Mitunterzeichner des Oberhausener Manifests.
Er war mit Arlette Pielmann verheiratet.

## Filmografie (Auswahl)
- 1963: Es muß ein Stück vom Hitler sein
- 1963: Thema Nr. 1
- 1963: Machorka-Muff
- 1964: Hütet eure Töchter!
- 1965: Der vorletzte Akt
- 1967: Der Spezialist
- 1968: Mit Eichenlaub und Feigenblatt
- 1978: Das Lustschloß im Spessart